# Varennes (Indre-et-Loire)
Varennes ist eine Gemeinde im französischen Département Indre-et-Loire in der Region Centre-Val de Loire. Sie gehört zum Kanton Descartes und zum Arrondissement Loches. Sie grenzt im Norden an Mouzay, im Nordosten an Loches, im Osten an Saint-Senoch, im Süden an Esves-le-Moutier und im Westen an Ciran.

## Weblinks

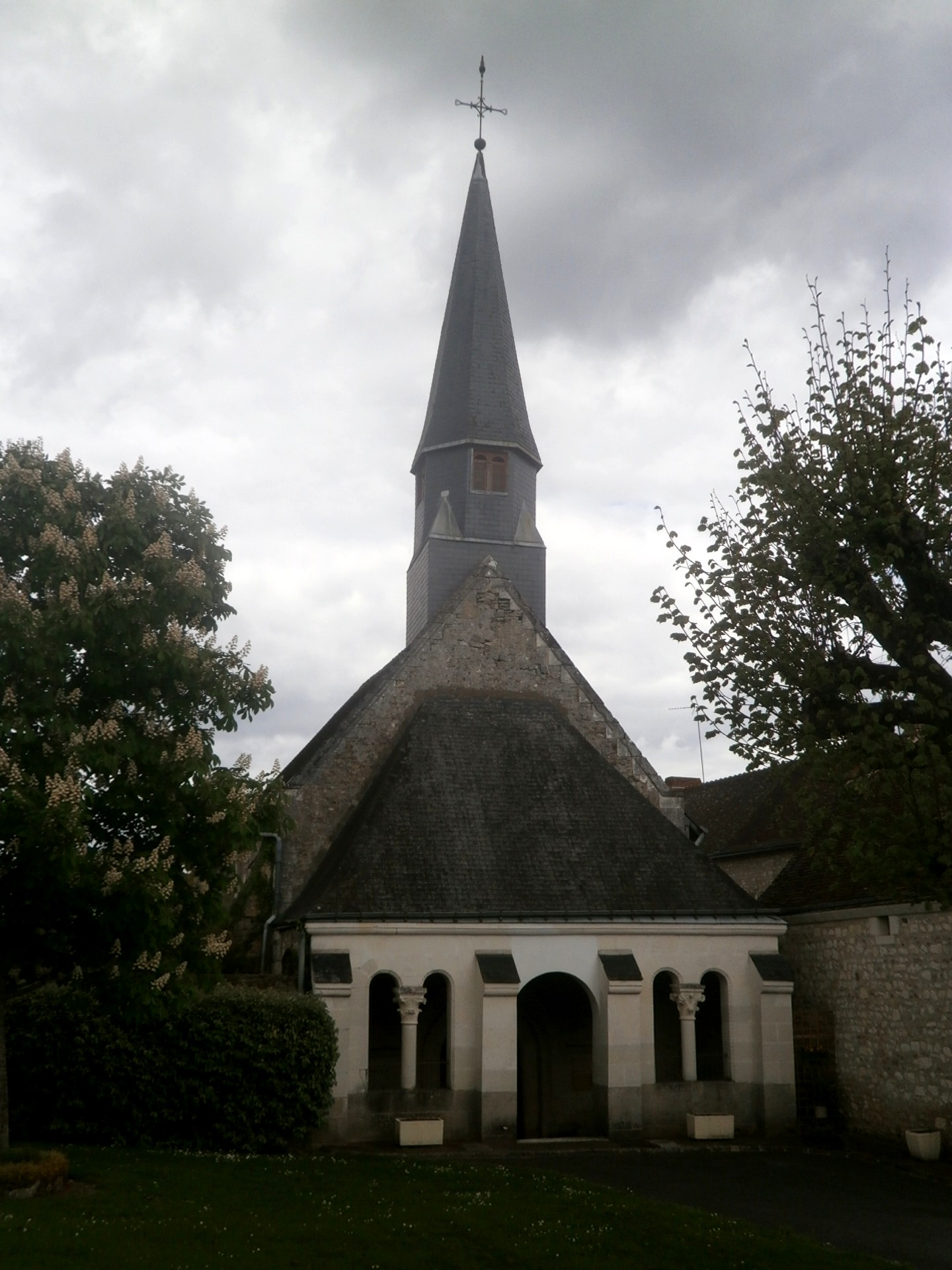
Kirche Saint-Pierre

## Bevölkerungsentwicklung
| Jahr      | 1962 | 1968 | 1975 | 1982 | 1990 | 1999 | 2008 | 2017 |
| --------- | ---- | ---- | ---- | ---- | ---- | ---- | ---- | ---- |
| Einwohner | 294  | 264  | 221  | 203  | 214  | 210  | 229  | 246  |